# Португалия на летних Олимпийских играх 1952
Португалия принимала участие в Летних Олимпийских играх 1952 года в Антверпене (Бельгия) в четвёртый раз за свою историю, и завоевала одну бронзовую медаль.

## Бронза
Парусный спорт, мужчины — Francisco de Andrade и Joaquim Mascarenhas de Fiúza.